# Richard Stöckle (Fußballspieler)
Richard Stöckle (* 13. Oktober 1955) ist ein ehemaliger deutscher Fußballspieler.

## Sportlicher Werdegang
Stöckle entstammt der Jugend des FC Memmingen und spielte Ende der 1970er Jahre für den MTV Ingolstadt, mit dem er 1978 in die 2. Bundesliga Süd aufstieg. Zum Auftakt der Spielzeit 1978/79 war er unter Helmut Richert noch Ersatzmann und debütierte bei der 0:4-Niederlage bei der SpVgg Bayreuth als Einwechselspieler für Richard Mamajewski in der zweithöchsten Spielklasse, konnte sich aber im weiteren Saisonverlauf in der Startformation festspielen. Mit sieben Saisontoren trug er zum elften Tabellenplatz bei. In der folgenden Spielzeit stand der Klub frühzeitig im Abstiegskampf. Wenngleich er auch nach einem Trainerwechsel zu Herbert Wenz weiterhin Stammspieler blieb und mit insgesamt acht Saisontoren seine persönliche Bilanz verbesserte, verpasste der Klub den Klassenerhalt und stieg in die Bayernliga ab. In der Spielzeit 1980/81 bildete er mit Georg Weißberger das erfolgreiche Sturmduo des Klubs, auf dem Weg zur Drittligameisterschaft erzielte er 16 Saisontore. Aufgrund der Einführung der eingleisigen 2. Bundesliga gab es jedoch keine Aufstiegsmöglichkeit, in der Deutschen Amateurmeisterschaft 1981 schied der bayerische Vertreter im Halbfinale gegen den FC St. Pauli aus.
Stöckle wechselte innerhalb der Bayernliga zum aufstrebenden Münchner Vorstadtklub SpVgg Unterhaching. Dort gehörte er unter dem langjährigen Trainer Peter Grosser zur Meistermannschaft der Fußball-Bayernliga in der Spielzeit 1982/83 rund um Rainer Adrion, Reiner Maurer, Klaus Brand, Kurt Eigl und Anton Schrobenhauser. In der Aufstiegsrunde zur 2. Bundesliga verpasste die Mannschaft als Tabellenletzter hinter dem SSV Ulm 1846, dem 1. FC Saarbrücken und dem VfR Bürstadt jedoch den erstmaligen Aufstieg in die Zweitklassigkeit. Anschließend schloss sich Richard Stöckle zusammen mit Brand und Eigl dem TSV 1860 München an, mit dem er in der Folgesaison an der Seite von unter anderem Erich Beer, Gerald Hillringhaus, Ludwig Kögl und Michael Perfetto Bayernliga-Meister wurde. Abermals wurde er jedoch in der Aufstiegsrunde nur Tabellenletzter, gegen den FC 08 Homburg, VfR Bürstadt und den Freiburger FC gelangen in sechs Spielen nur sieben Tore, damit holte die Mannschaft drei Punkte.
Stöckle verließ den TSV 1860 München nach nur einer Spielzeit, zu weiteren Stationen liegen keine Daten vor.